# Сайёди-Нав
Сайёди-Нав (тадж. Сайёди Нав) — сельский населённый пункт в Сангворском районе РРП Таджикистана. Входит в состав сельской общины (джамоата) Вахиё. Расстояние от села до центра района (село Тавильдара) — 19 км, до центра джамоата (село Сайёд) — 1 км. Население — 140 человек (2017 г.), таджики. Население в основном занято сельским хозяйством (животноводство и растениводство). Земли орошаются главным образом водами горных источников.